# Шахимардан (река)
Шахимардан (Шахимардансай, узб. Shohimardonsoy) — река в Узбекистане и Кыргызстане, левый приток Сырдарьи. Берёт исток в Шахимардане на территории Шахимарданского эксклава Узбекистана при слиянии рек Аксу и Коксу, берущих исток на северных склонах Алайского и Туркестанского хребтов. Начинается в заадырной Ош-Араванской впадине, сечёт всю полосу адыров и прорезает межгорную равнину восточнее гор Катрантау (Катранг-Тоо). Имеет постоянный водоток. Течёт на северо-запад, пересекает границу Кыргызстана и Узбекистана. Восточнее села Орозбеково поворачивает на север, протекает через Джыйделик, Кадамжай и Пульгон, снова пересекает границу Кыргызстана и Узбекистана и выходит на Ферганскую долину в посёлке Вуадиль. Ниже Вуадиля известна как Маргилансай (Margʻilonsoy). На реке Маргилансай расположен город Фергана. Маргилансай пересекает город Маргилан и Большой Ферганский канал. Воды реки полностью разбираются на орошение за счёт сооружения многочисленных водоотводящих каналов и не доносят своих вод до устья.
Питание — снего-ледниковое с пиком половодья в июне. С востока Маргилансай (продолжение Шахимардана) подпитывается водами реки Исфайрамсай по каналам Янгиарик, Ловон, с запада — водами реки Сох по Сох-Шахимарданскому каналу. Площадь водосбора 1300 км². В свою очередь воды Маргилансая подпитывают Большой Ферганский канал (по Алтыарыкскому бросу), Южный Ферганский канал (из сброса из Маргилансая). В связи с этим речные воды Маргилансая на территории Ферганской области смешиваются с водами Сохской оросительной системы, системы Большого Ферганского канала и Южного Ферганского канала, что естественно сказывается на её качественном составе.
В вегетационный период воды реки Шахимардан после выхода из территории Кыргызстана на гидроузле «Вуадиль» и на гидроузле № 6 на Маргилансае по отводящим каналам полностью забираются на орошение сельскохозяйственных культур и другие нужды. После «Гидроузла № 6» в вегетационный период сброс воды в Маргилансай практически отсутствует и питание в этих условиях происходит за счёт выклинивания грунтовых вод, подпитки из каналов, сбросных вод с малых коллекторно-дренажных систем и сбросов с орошаемых сельскохозяйственных угодий, а также за счёт сбросов во время паводков или вневегетационный период, когда нет особой необходимости на орошение.
Средний многолетний расход воды 11,6 м³/с, норма расхода 9,66 м³/с, среднегодовой сток 304 млн м³ (на створе «Павулган»), в средний по водообеспеченности год — 275 млн м³, что составляет 1,5 % стока Ферганской долины. В паводки расход достигает 64 м³/с. Средняя минерализация воды в вегетационный период 0,24 г/л, в невегетационный период — 0,18 г/л.
С перегораживающего сооружения в селе Дамкуль (Дамкол) имеется отвод в Ферганский сброс, который подпитывает канал Янгиарык (отвод реки Бешалышсай) на гидроузле № 5, расположенном в месте их пересечения. В 1,5 км выше гидроузла «Чекшура» Маргилансай смешивается с водами канала Янгиарик. На выходе из города Ферганы протекает через населённый пункт Хаджамагиз (Хужамагиз), где на гидроучастке «Сурхтепа» происходит слияние с Южным Ферганским каналома и на протяжении 1,8 км гидроучастка «Маргилан» они текут по одному руслу. Далее, на гидроузле «Горчаков» (город Маргилан) происходит разделение русла на Южный Ферганский канал и Маргиланский сброс. Далее на выходе из города Маргилана на гидроузле «Эшонгузар» воды реки отводятся в каналы «Намуна», «Гишмон» и «Лангар». Вниз по течению Маргилансай подпитывается водами Большого Ферганского канала в месте их пересечения (река проходит под Большой Ферганский канал по дюкеру), для водообеспечения нижележащих сельскохозяйственных участков. В посёлке Дорман (Дурма), после пересечения Маргилансая Большого Ферганского канала река именуется как коллектор К-2-4, который, соединяясь с коллектором П-2, образует коллектор Аччикуль с выходом на реку Сырдарью.
Строительство крупных каналов, как Большой Ферганский канал, Южный Ферганский канал, Большой Андижанский канал и проведённые гидротехнические мероприятия способствовали закольцовыванию всей оросительной системы Ферганской области в единую систему, где в зависимости от водности года и сезона реки Шахимардан-Маргилансай, Исфайрамсай-Бешалышсай, Большой Ферганский канал, Южный Ферганский канал и Большой Андижанский канал взаимно подпитывают друг друга и орошаемые земли находятся на смешанном питании этих систем.

## Животный мир
Эндемиком реки Шахимардан является рыба Triplophysa ferganaensis из семейства Nemacheilidae.